# Universität Madeira

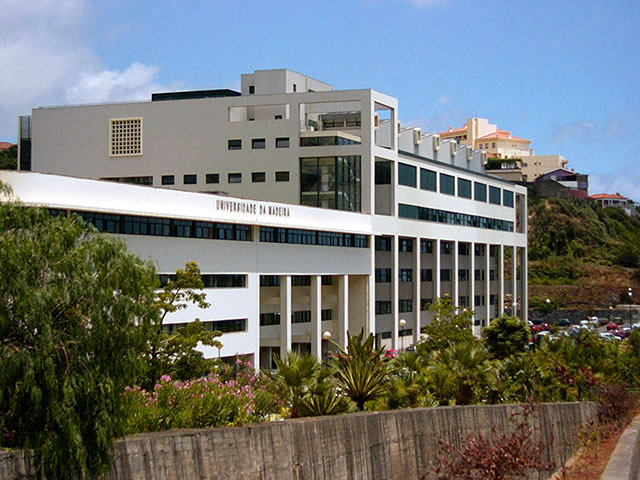
Universität Madeira, Campus da Penteada

Die Universität Madeira (portugiesisch: Universidade da Madeira) ist eine Universität in Funchal auf der Insel Madeira (Portugal). Sie wurde am 13. September 1988 gegründet.
Einige historische Vorläufer waren in den Räumen des 1599 etablierten Jesuitenkollegs untergebracht. Die älteste Institution war das Priesterseminar, doch einen Fachbereich Theologie gibt es heute nicht mehr. Die älteste noch existierende Fakultät ist die medizinische (1816 gegründet), die heute ausgelagert und selbstverwaltet ist, ferner gab es ein Institut für Geometrie, das vor allem militärischen Zwecken diente, und heute vom Fachbereich Kunstgeschichte mit betreut wird.
Die heutigen Fachbereiche befinden sich in mehreren Neubauten am Rande der Stadt, lediglich die Verwaltung und einige kleinere Abteilungen sind noch im Jesuitenkolleg untergebracht.
Gelehrt werden
- Kunst- und Geisteswissenschaften
- Exakte- und Ingenieureswissenschaften
- Sozialwissenschaften
- Biowissenschaften
- Technologie und Management
- Gesundheitswissenschaften

International besetzt ist das Institut für Ozeanografie, das gemeinsam mit den entsprechenden Fachbereichen der Universitäten von Lissabon, Kiel, Aberdeen/Schottland und Gainesville/Florida ein  Projekt zur Erforschung von Meeresschildkröten betreut.
3156 Studenten waren 2020/21 an dieser Universität immatrikuliert.